# Europ
Europ (Eu, łac. europium) – pierwiastek chemiczny, lantanowiec, srebrzystobiały metal. Nazwa pochodzi od nazwy kontynentu – Europy. W technice jądrowej uważany za truciznę reaktorową, z uwagi na duży przekrój czynny na pochłanianie neutronów.

## Występowanie

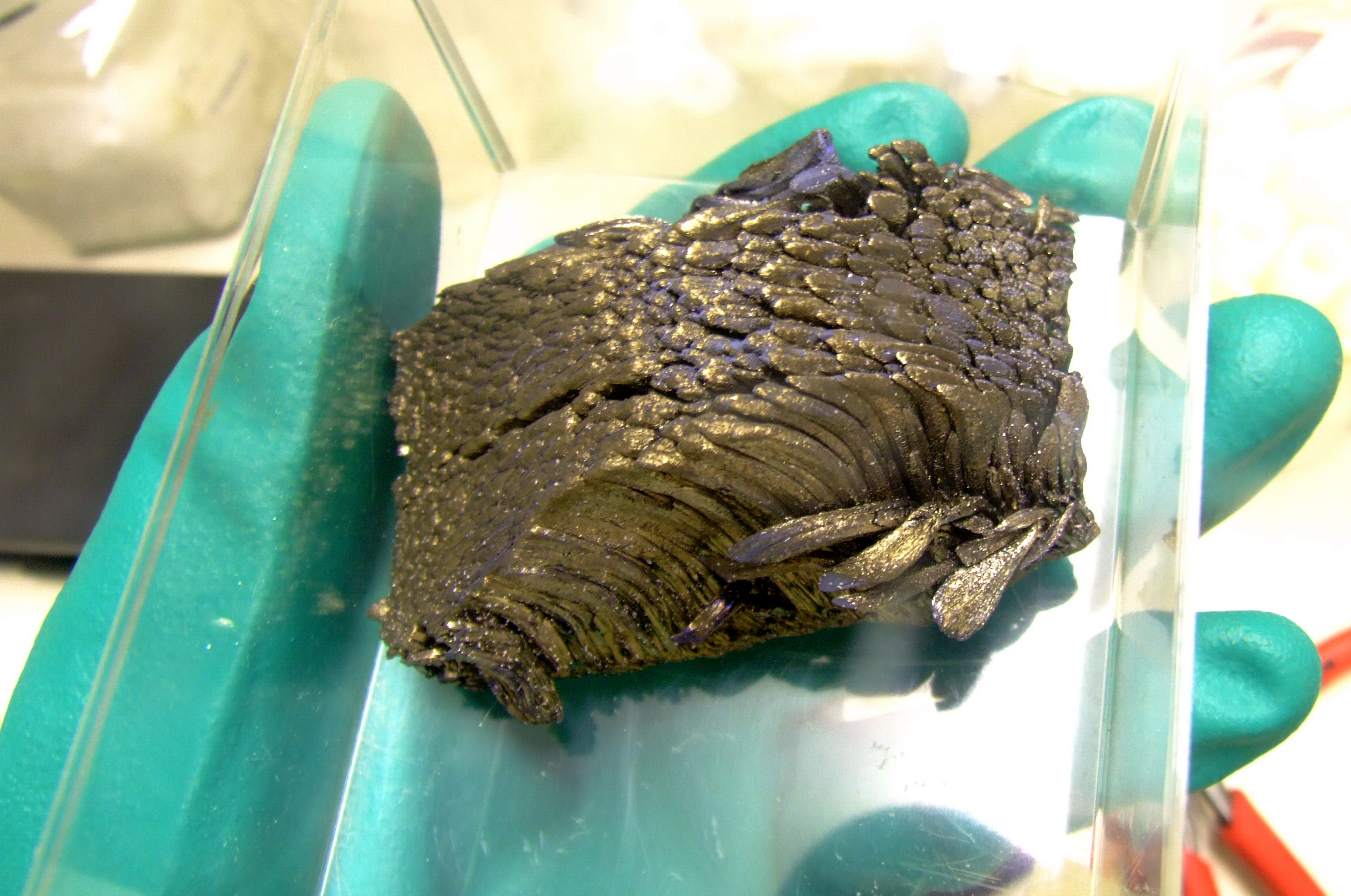
Bryłka europu (ok. 300 g). Żółty kolor jest związany z utlenieniem powierzchni.

Europ występuje w skorupie ziemskiej w ilości 2,1 ppm. Odkryty (1892) i wyizolowany (w 1901, w postaci tlenku) przez Demarçaya. Najważniejszymi minerałami europu są:
- monacyt (Ce,La,Th,Nd,Y,Pr)PO4, zwany także piaskiem monacytowym;
- bastnezyt (Ce,La,Nd,Y,Pr)CO3F, dużo rzadszy niż monacyt.